# Luksemburg na Letnich Igrzyskach Olimpijskich Młodzieży 2010
Luksemburg na Letnich Igrzyskach Olimpijskich Młodzieży 2010 w Singapurze reprezentowało 5 sportowców w 2 dyscyplinach.

## Skład kadry

### Lekkoatletyka
- Frédérique Hansen
- Noémie Pleimling

### Pływanie
- Sarah Rolko
- Raphaël Stacchiotti
- Aurélie Waltzing